# Sekcja Rowerzystów Miejskich

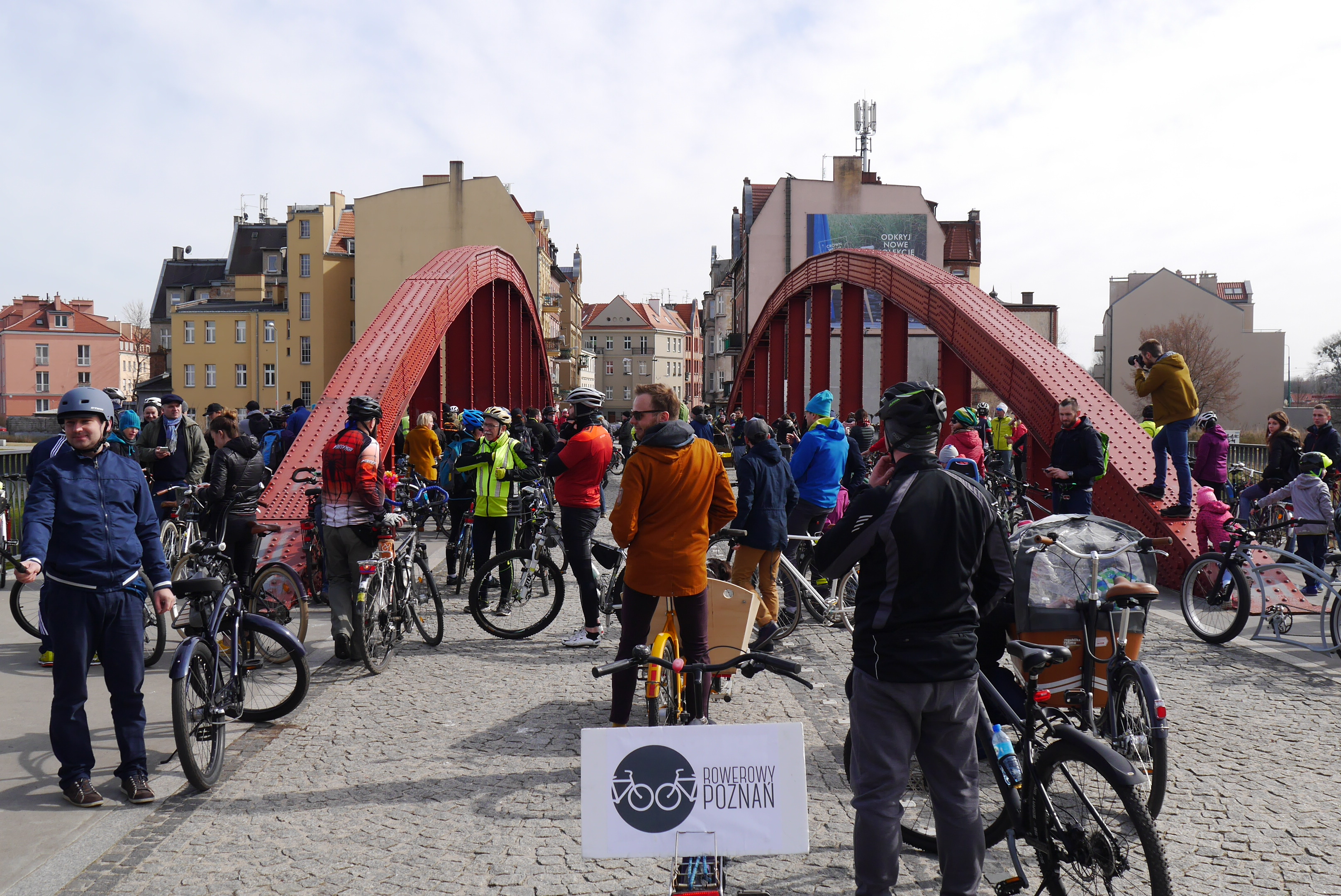
Rowerowe powitanie wiosny (25.03.2017 r.) – przejazd ulicami Poznania

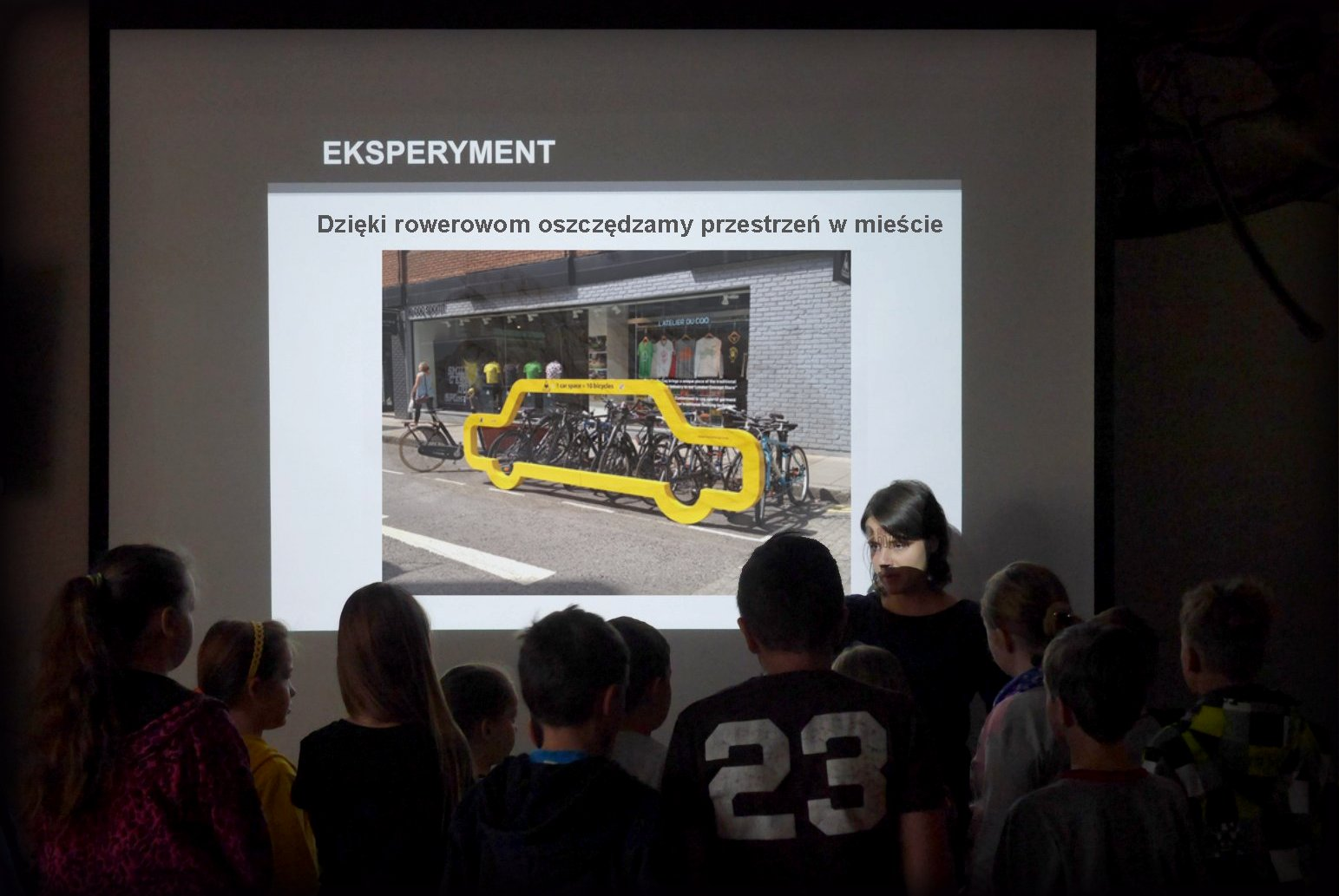
Akademia Rowerowa - projekt edukacyjny dla szkół

Rowerowy Poznań - „Sekcja Rowerzystów Miejskich” – stowarzyszenie, którego główne cele to promocja roweru jako środka komunikacji miejskiej i działania na rzecz tworzenia infrastruktury dla ruchu rowerowego w mieście i poza nim (miejskie i turystyczne drogi rowerowe, parkingi dla rowerów itp.).
Stowarzyszenie organizuje imprezy rowerowe, jako członek Rady Rowerowej uczestniczy w spotkaniach z władzami miasta i jednostkami odpowiedzialnymi za infrastrukturę i projektantami dróg rowerowych, współpracuje z mediami, prowadzi projekty edukacyjne, kontroluje podejmowane przez miasto działania w ramach polityki rowerowej, monitoruje aktywności i wypowiedzi decydentów, walczy ze stereotypami i integruje miejską społeczność rowerową. Ważne miejsce w kalendarzu imprez organizowanych przez Rowery Poznań zajmuje Rowerowe Powitanie Wiosny, podczas którego topiona jest nietypowa marzanna symbolizująca wybrany problem komunikacyjny dotyczący ruchu rowerowego. Jesienią zaś odbywa się Tweed Ride, czyli stylowy przejazd w strojach z lat minionych.
Stowarzyszenie jest członkiem Polskiej Federacji Rowerowej i jest obecnie jedyną organizacją, która kompleksowo zajmuje się tematyką rowerową w Poznaniu.

## Historia
Organizacja powstała w 1993 roku w Poznaniu jako inicjatywa studentów i młodych pracowników nauki. Współzałożycielami byli m.in. Adam Kompowski, Piotr Matczak i Piotr Rachwalski.
Sekcja Rowerzystów Miejskich początkowo działała jako część Poznańskiego Towarzystwa Cyklistów, po roku weszła w struktury Okręgu Wielkopolskiego Polskiego Klubu Ekologicznego. Od 1997 r. jest osobnym stowarzyszeniem, które posiada osobowość prawną.
Organizacja od 1993 r. wydaje bezpłatny biuletyn „Ostatni Dzwonek”; pismo ukazuje się nieregularnie. W 2001 r. nakładem stowarzyszenia ukazała się książka „Rower na co dzień. Komunikacja, rekreacja, ochrona środowiska”, wydana na podstawie materiałów polsko-duńskiej konferencji w Mikuszewie.
Sekcja Rowerzystów Miejskich organizowała dla swych członków i sympatyków wycieczki rowerowe po terenach zielonych Poznania i okolic. W latach 1999–2000 SRM zaprojektowała i wykonała rowerowe szlaki turystyczne w Żerkowsko-Czeszewskim Parku Krajobrazowym.
W grudniu 2008 r. stowarzyszenie było współorganizatorem wielkiego przejazdu rowerowego przez centrum Poznania w trakcie Konferencji Narodów Zjednoczonych w sprawie Zmian Klimatu.
W roku 2011 SRM wydał „Społeczny raport na temat polityki rowerowej Poznania”, w którym przeanalizowano sieć tras rowerowych w Poznaniu, ich jakość, poziom bezpieczeństwa użytkowników i inne ważne zagadnienia polityki rowerowej miasta. Podobny raport powstał w roku 2015.
Działalność SRM w zeszłych dekadach skupiała się na kontakcie z Zarządem Dróg Miejskich oraz innymi jednostkami miasta w celu podejmowania interwencji naprawczych poznańskiej infrastruktury rowerowej. Członkowie organizowali też w ostatnich latach regularne patrole rowerowe, czyli przejazdy z udziałem społeczników i urzędników skupiające się na potencjałach infrastruktury w danych dzielnicach. Odbywały się również rajdy rowerowe dla sympatyków i członków. Równie ważnym aspektem działalności Stowarzyszenia jest edukacja. Organizacja wydaje broszury i ulotki na temat zasad poruszania się w ruchu drogowym, organizuje prezentacje szkoleniowe, czy bierze udział w projektach edukacyjnych dla dzieci i młodzieży szkolnej. W latach 2016–2018 Stowarzyszenie przeprowadziło dwa duże (finansowane przez miasto) projekty edukacyjne dla dorosłych: Miejska Akademia Rowerowa oraz dla dzieci: Rowerem do Szkoły. Tylko w ramach projektów edukacyjnych dedykowanych szkołom w latach 2016-2018 przeszkolono ponad 3100 dzieci.